# Гурбан, Глеб Витальевич
Глеб Витальевич Гурбан (бел. Глеб Віталевіч Гурбан; род. 15 мая 2001, Минск) — белорусский футболист, защитник клуба «СКА-Хабаровск».

## Клубная карьера
Воспитанник футбольного клуба «Минск». Выступал за различные юношеские команды клуба. С 2018 года начал выступать за дубль команды в первенстве дублёров. В 2018 году принимал участие в Юношеской лиге УЕФА. Дебютировал в турнире 3 октября в первом матче первого раунда пути национальных чемпионов против венгерского клуба «Иллеш Академия».
С 2019 года стал привлекаться к тренировкам и иногда попадать в заявку основной команды на матчи чемпионата Беларуси. 14 сентября сыграл первый матч в составе «Минска» в Высшей лиге. В гостевом матче против «Динамо-Брест» Гурбан появился на поле 90-й минуте, заменив Андрея Шемрука.
16 июля 2020 года на правах аренды до конца сезона Гурбан перешёл в «Смолевичи». Спустя два дня дебютировал в стартовом составе новой команды в игре с «Витебском» и на 73-й минуте был заменён на Никиту Демченко.
31 марта 2022 года вернулся в «Минск». Первый матч сыграл 9 апреля 2022 года в матче против жодинского «Торпедо-БелАЗ». В декабре 2022 года покинул клуб по истечении срока действия контракта.
В январе 2023 года продлил контракт с «Минском». Первый матч сыграл 17 марта 2023 года против мозырской «Славии». В декабре 2023 года футболист покинул столичный клуб. В январе 2024 года футболист вернулся в «Минск», подписав контракт до конца сезона.

## Карьера в сборных
Выступал за юношескую сборную Беларуси. Дебютировал в её составе 27 марта 2019 года в товарищеском матче с Литвой. В октябре принимал участие в отборочном раунде к юношескому чемпионату Европы.

## Клубная статистика
| Выступление      | Выступление      | Выступление      | Лига | Лига | Кубки | Кубки | Конт. кубки | Конт. кубки | Итого | Итого |
| Клуб             | Лига             | Сезон            | Игры | Голы | Игры  | Голы  | Игры        | Голы        | Игры  | Голы  |
| ---------------- | ---------------- | ---------------- | ---- | ---- | ----- | ----- | ----------- | ----------- | ----- | ----- |
| Минск            | Высшая лига      | 2019             | 1    | 0    | 0     | 0     | 0           | 0           | 1     | 0     |
| Минск            | Высшая лига      | 2020             | 2    | 0    | 0     | 0     | 0           | 0           | 2     | 0     |
| Минск            | Итого            | Итого            | 3    | 0    | 0     | 0     | 0           | 0           | 3     | 0     |
| Смолевичи        | Высшая лига      | 2020             | 4    | 0    | 0     | 0     | 0           | 0           | 4     | 0     |
| Смолевичи        | Итого            | Итого            | 4    | 0    | 0     | 0     | 0           | 0           | 4     | 0     |
| Всего за карьеру | Всего за карьеру | Всего за карьеру | 7    | 0    | 0     | 0     | 0           | 0           | 7     | 0     |